# Randelweer
Randelweer was een kleine bewoonde wierde vlak bij Eenum in de Nederlandse gemeente Eemsdelta. De naam komt in 1448 voor als Randaellaweer en is mogelijk afgeleid van de voornaam *Randwin met de uitgang -weer, hier in de betekenis van 'wierde'. De wierde en zijn omgeving waren eigendom van het klooster Barthe in Oost-Friesland.
De boerderij op de wierde (Hogeweg 8) is een Rijksmonument.